# Being Human (série télévisée)
Pour les articles homonymes, voir Being Human.
Ne doit pas être confondu avec Being Human : La Confrérie de l'étrange.
Being Human ou Être humain au Québec (Being Human) est une série télévisée américano-canadienne en 52 épisodes de 42 minutes créée par Toby Whithouse, diffusée simultanément entre le 17 janvier 2011 et le 7 avril 2014 sur Syfy aux États-Unis et Space au Canada. C'est un remake de la série télévisée britannique Being Human : La Confrérie de l'étrange.
Au Québec, la série est diffusée depuis le 12 mai 2011 sur AddikTV, et en France, à partir du 18 octobre 2011 sur Syfy.

## Synopsis
Deux jeunes hommes, Josh et Aidan, âgés d'une vingtaine d'années, travaillent comme aide-soignants dans le même hôpital Suffolk de Boston. Ils décident de prendre ensemble un appartement qui s'avère hanté par Sally, une jeune femme de leur âge, qui a fait une chute mortelle alors qu'elle vivait dans cet appartement avec son fiancé, Danny. Ils décident de tenter de vivre ensemble une vie normale bien qu'ils aient chacun une particularité : Josh est un loup-garou, Aidan, un vampire et Sally, un fantôme.

## Distribution

### Acteurs principaux
- Sam Witwer (VF : Thomas Roditi) : Ian Daniel « Aidan » Waite, le vampire
- Sam Huntington (VF : Damien Witecka) : Joshua « Josh » Levison, le loup-garou
- Meaghan Rath (VF : Céline Mauge) : Sally Malik, le fantôme
- Mark Pellegrino (VF : Guillaume Lebon) : James Bishop (principal saison 1, invité pour les saisons suivantes)
- Kristen Hager (VF : Sybille Tureau) : Nora Sergeant, collègue puis petite amie de Josh (récurrente saison 1, principale ensuite)

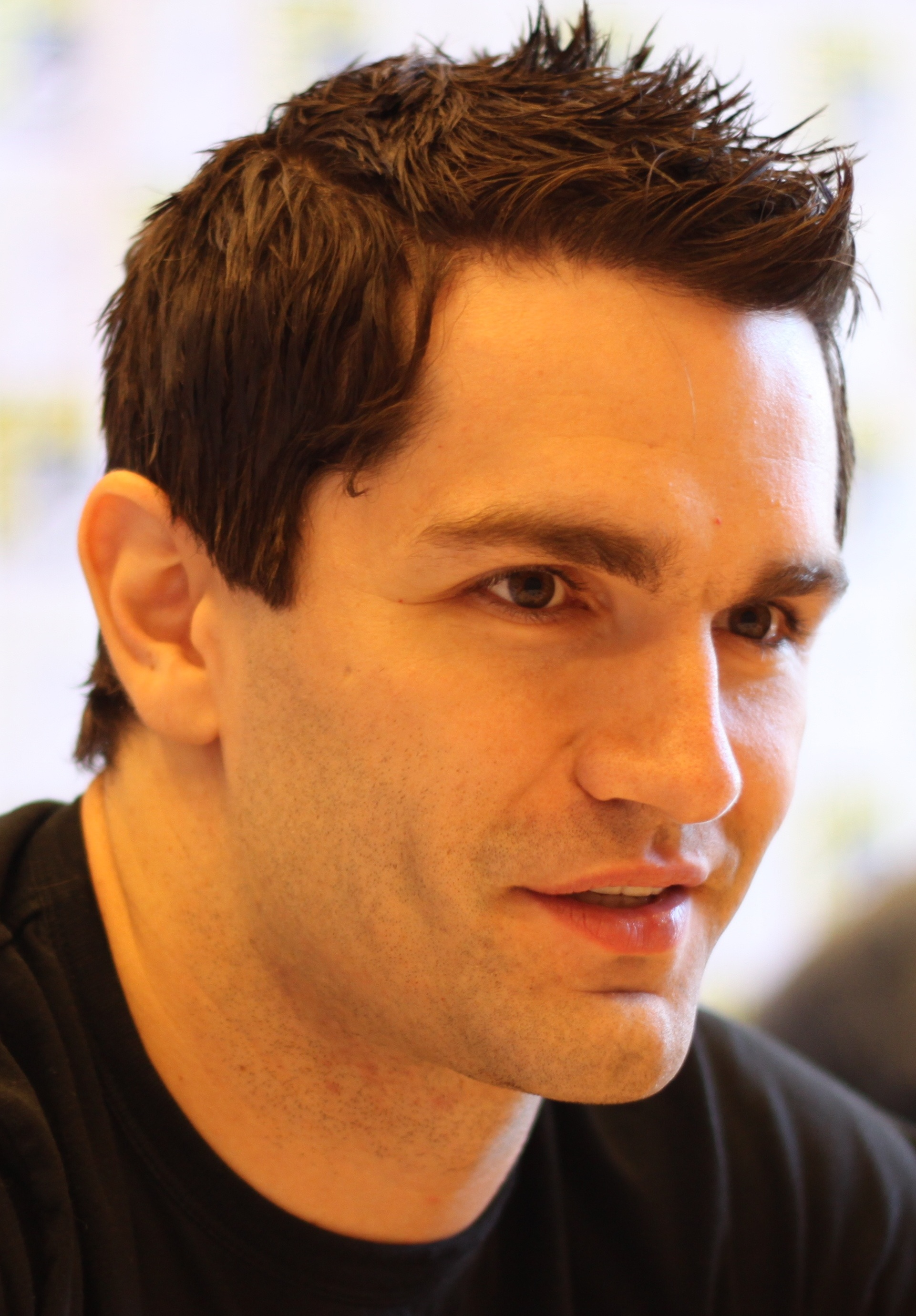
Sam Witwer interprète Ian Daniel « Aidan » Waite.
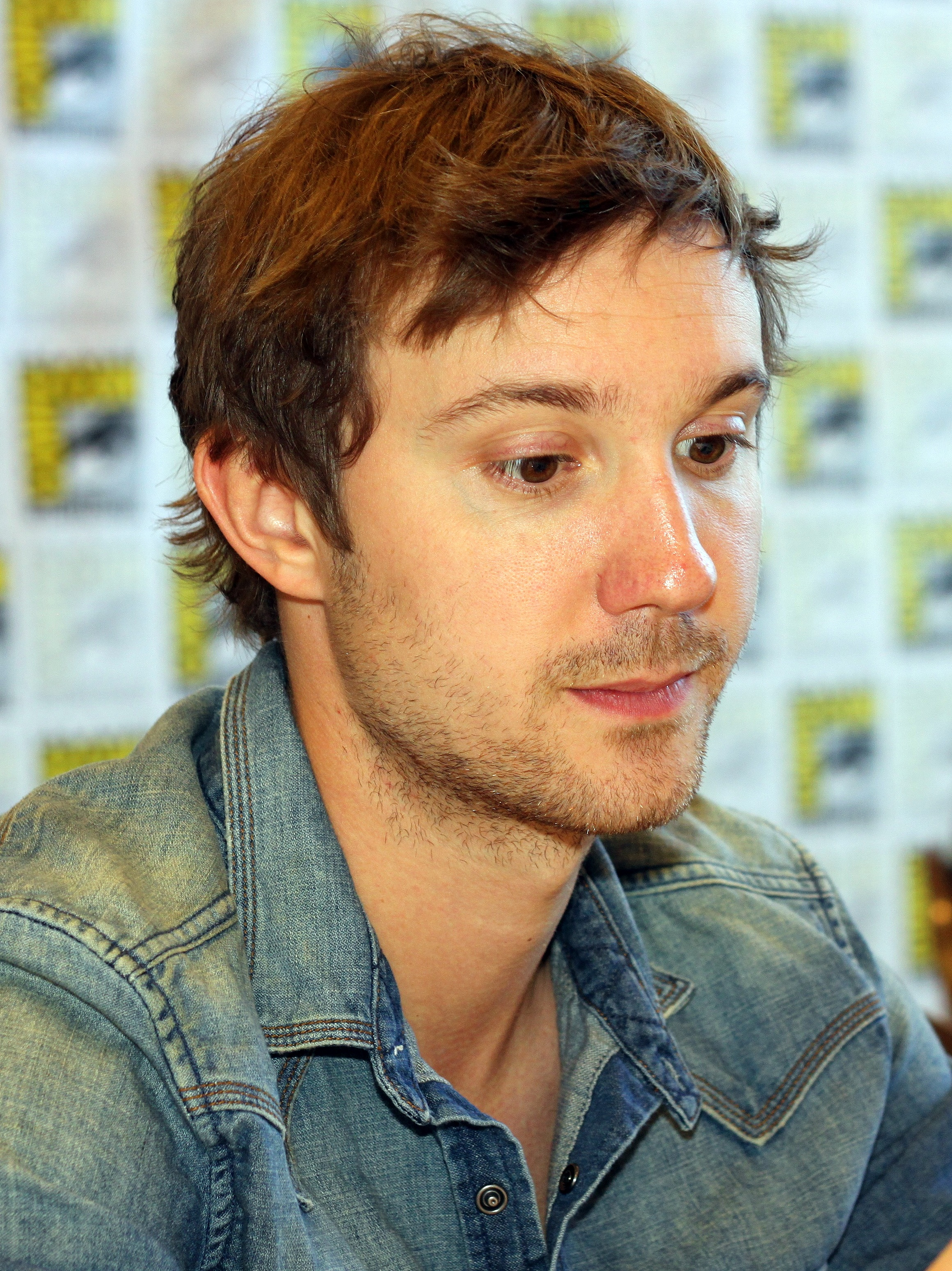
Sam Huntington interprète Joshua « Josh » Levison.
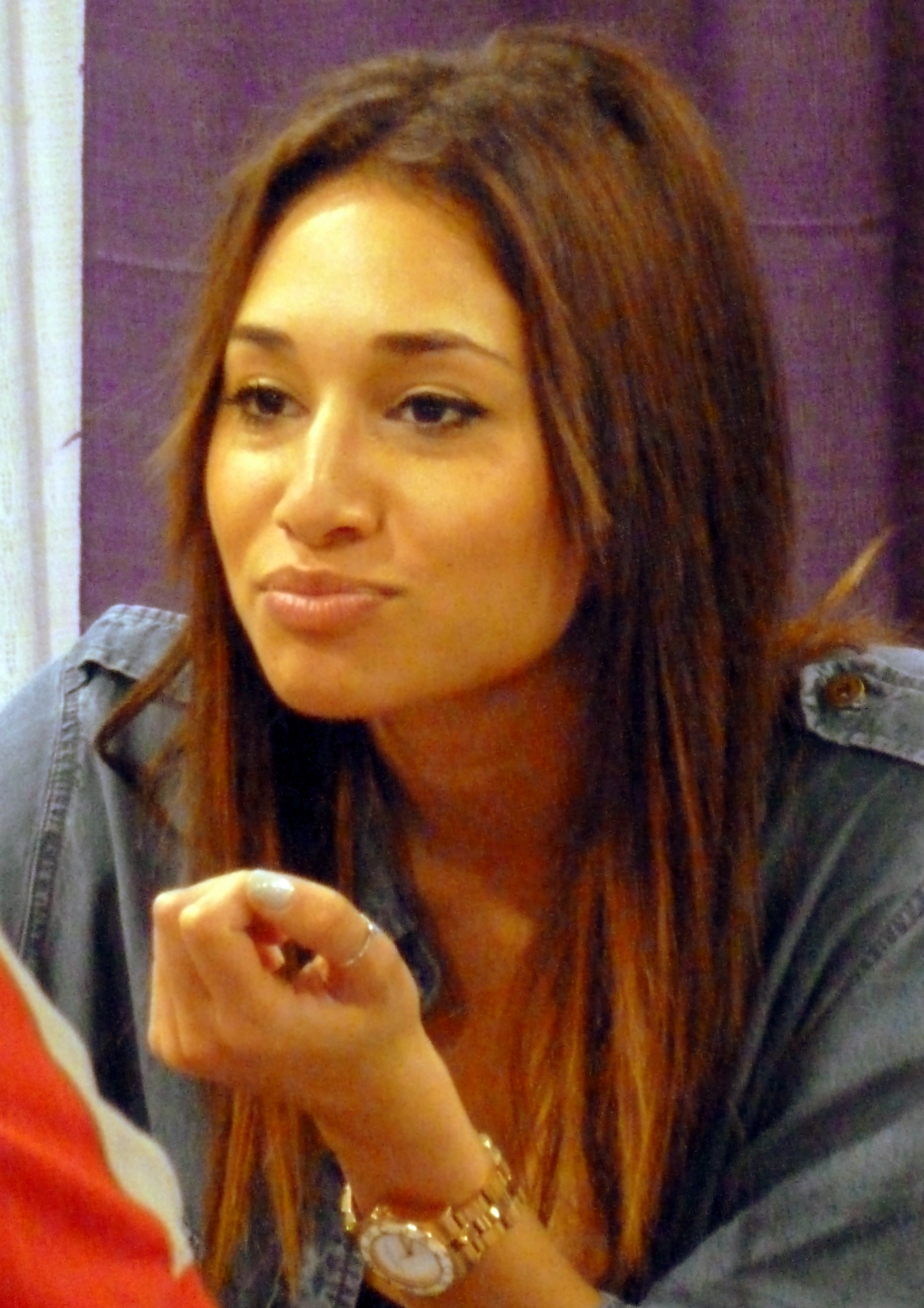
Meaghan Rath interprète Sally Malik.
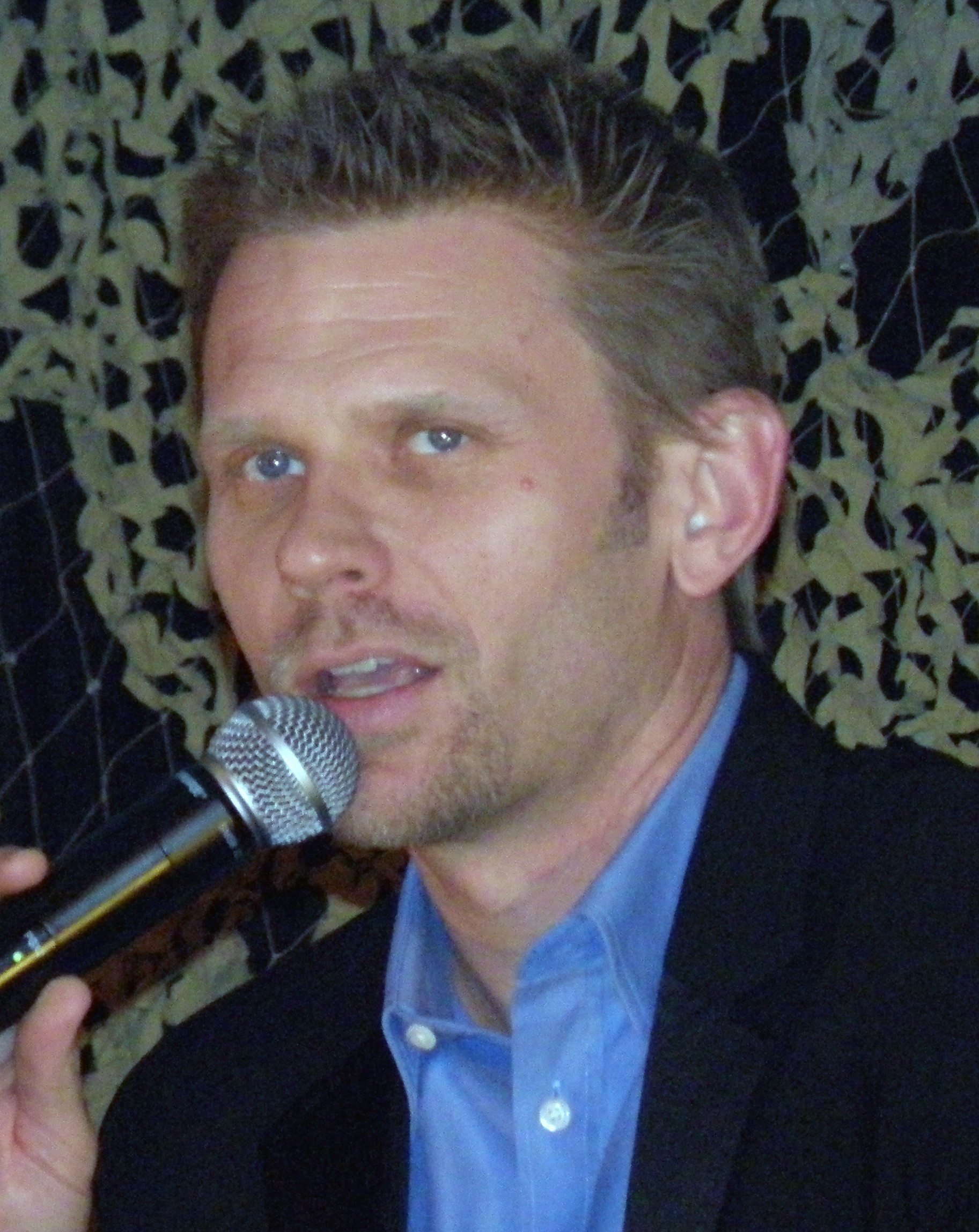
Mark Pellegrino interprète James Bishop.

### Acteurs récurrents
- Alison Louder (VF : Aurélia Bruno) : Emily Levison, sœur de Josh
- Gianpaolo Venuta (en) (VF : Alexandre Gillet) : Danny Angeli, ex-fiancé de Sally (saisons 1, 2 et 4)
- Pat Kiely (VF : Donald Reignoux) : Nick Fenn, fantôme, ami de Sally et petit ami de Zoe (saisons 1, 2 et 3)
- Susanna Fournier (VF : Marine Boiron) : Zoe, infirmière qui peut voir les fantômes, petite amie de Nick (saisons 2, 3 et 4)
- Kyle Schmid (VF : Jean-François Cros) : Henry, vampire transformé par Aidan (saisons 2, 3 et 4)
- Angela Galuppo (en) (VF : Olivia Luccioni) : Bridget, meilleure amie de Sally (saisons 1, 3 et 4)
- Connor Price (VF : Gauthier Battoue) : Kenny, vampire, était atteint d'immunodéficience innée avant de se faire convertir par Aidan (saisons 3 et 4)
- Deanna Russo (VF : Jade Phan-Gia) : Kat Neely, meilleure amie de Nora, professeur de Boston (saisons 3 et 4)
- Katharine Isabelle (VF : Ana Pievic) : Susanna Waite, vampire, ancienne épouse d'Aidan (saisons 3 et 4)
- Amy Aquino (VF : Françoise Vallon) : Donna Gilchrist, sorcière (saisons 3 et 4)
- Ellen David (VF : Marie Vincent) : Alannah Myers, exorciste qui aide Sally (saisons 1,3 et 4)
- Robert Naylor (VF : Thomas Sagols) : Stevie Atkins, fantôme qui s'est suicidé au lycée de Sally (saisons 2 et 3)
- Janine Theriault (en) (VF : Marie-Laure Dougnac) : Blake, vampire qui dirige un groupe de survivants à Boston (saisons 3 et 4)
- Andreas Apergis (VF : Philippe Vincent) : Ray, loup-garou qui a converti Josh (saisons 1 à 4)
- Terry Kinney (VF : Guillaume Orsat) : Hegeman, leader du groupe de vampire des aînés (saisons 1 et 2)

### Acteurs secondaires
Saison 1
- Vincent Leclerc (VF : Arnaud Arbessier) : Marcus Damnian, disciple de Bishop, ressent de la haine envers Aidan (saison 1)
- Sarah Allen (VF : Nathalie Spitzer) : Rebecca Flynt, petite amie d'Aidan, transformée en vampire par Bishop (saison 1)
- Katy Breier (VF : Edwige Lemoine) : Cara, flirt d'Aidan
- Jason Spevack (en) : Bernie, jeune voisin et ami d'Aidan
- Cindy Sampson (VF : Delphine Braillon) : Cindy Lanham, mère de Bernie
- Nathalie Breuer (VF : Isabelle Ganz) : Céline à 50 ans
- Laurence Lebœuf : Céline à 20 ans
- Kyle Switzer (en) (VF : Jérémy Bardeau) : Jesse
- Dan Jeannotte (VF : Cédric Dumond) : Tony DePaulo
- Lena Kleine (VF : Marie Zidi) : Jane

Saison 2
- Dichen Lachman (VF : Barbara Kelsch) : Suren, vampire de sang noble
- Natalie Brown (VF : Hélène Bizot) : Julia, ex de Josh
- Dusan Dukic (VF : Adrien Antoine) : le faucheur d’âmes
- Deena Aziz (VF : Brigitte Virtudes) : « Mère », reine de tous les vampires, mère de Suren
- Tracy Spiridakos (VF : Marie Tirmont) : Brynn McLean, loup-garou « pur sang » jumelle de Connor
- Jon Cor (VF : Fabrice Fara) : Connor McLean, loup-garou « pur sang » jumeau de Brynn
- Amber Goldfarb (VF : Julia Boutteville) : Janet Hines
- Rahnuma Panthaky (VF : Laurence Charpentier) : Rena Malik, mère de Sally

Saison 3
- Xander Berkeley (VF : Patrick Raynal) : Liam McLean, loup-garou « pur sang » et père de Brynn et Connor
- Bobby Campo (VF : Alexis Tomassian) : Max, thanatopracteur qui tombe amoureux de Sally
- Lydia Doesburg (VF : Camille Donda) : Erin Shepherd, jeune adolescente loup-garou recueillie par Josh et Nora
- Ron Lea : Pete, loup-garou

Saison 4
- Tim Rozon : Andrew, loup garou, mari de Caroline (6 épisodes)
- James A. Woods (en) : Mark, leader d'une meute de loup (5 épisodes)
- Mylène Dinh-Robic : Caroline, loup garou enceinte (5 épisodes)

Version française réalisée par la Société de doublage Mediadub International,, sous la direction artistique de Philippe Blanc. Adaptation des dialogues de Sébastien Michel.
 Sources VF : RS Doublage et Doublage Séries Database

## Production

### Développement
En 2009, au vu du succès de la série originale britannique, Being Human : La Confrérie de l'étrange (Being Human en VO), la chaîne américaine Syfy en collaboration avec la chaîne canadienne Space, ont annoncé la création d'un remake de cette série.
Le 10 janvier 2010, Jeremy Carver et Anna Fricke annoncent le lancement du projet du remake avec l'accord de la chaîne américaine Syfy.
Lors du développement du projet, Jeremy Carver et Anna Fricke ont souhaité ajouter des nouveaux personnages à la série pouvant ainsi développer davantage l'intrigue de la série tout en suivant celle correspondant à l'arc narratif de la série originale.
La société Muse Entertainment Enterprises, situé à Montréal, produit la série.
Le 25 février 2014, Syfy annule la série.

### Casting

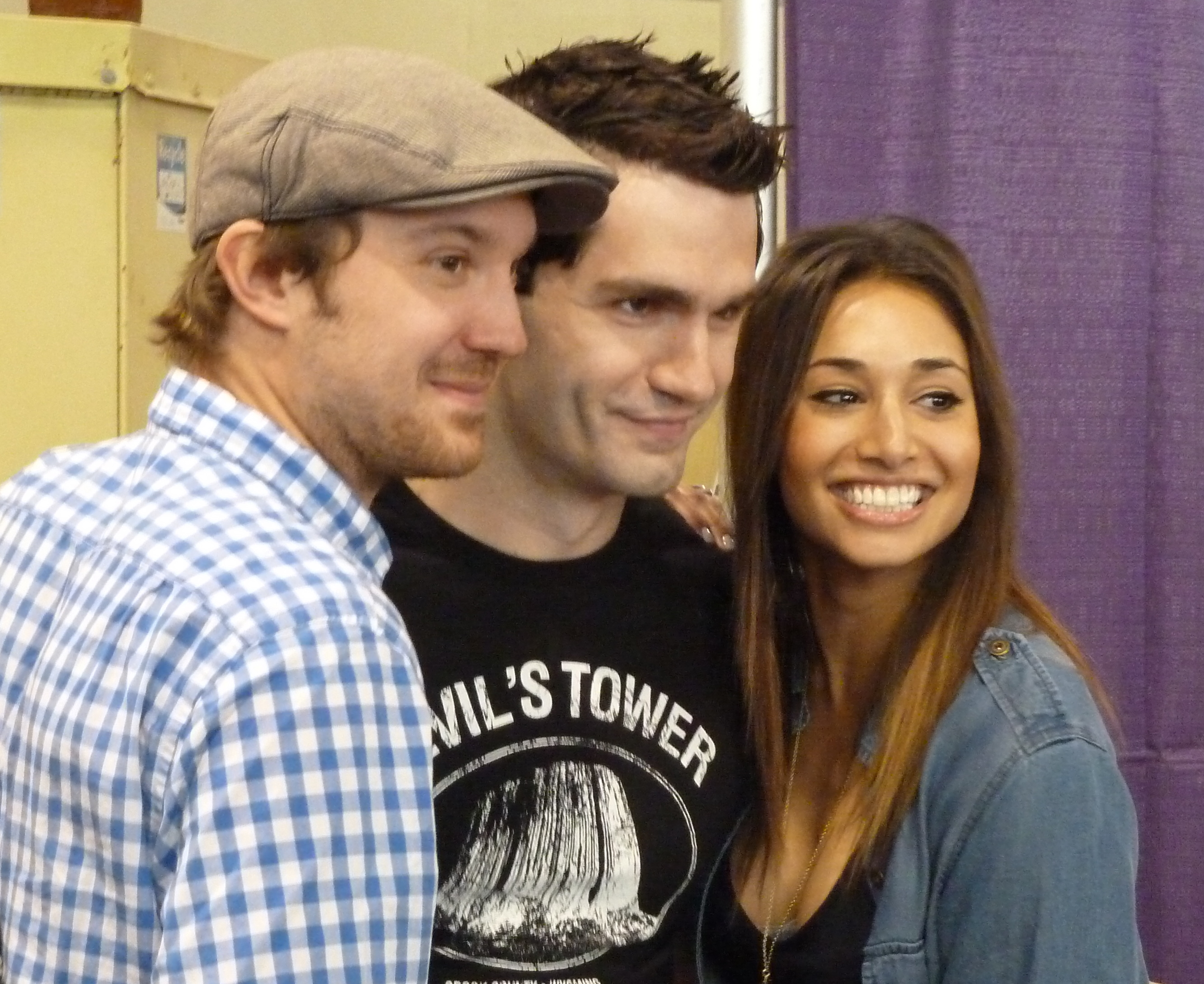
Les acteurs principaux de la série : Sam Huntington qui incarne Josh Levison, le loup-garou, Sam Witwer alias Aidan Waite, le vampire et Meaghan Rath dans la peau de Sally Malik, le fantôme.

Le 28 juin 2010, la société Entertainment Weekly a annoncé la signature du contrat de l'acteur Sam Witwer pour interpréter le rôle du vampire, l'actrice Meaghan Rath dans le rôle du fantôme et l'acteur Sam Huntington dans le celui du loup-garou pour intégrer le remake.
Le 7 juillet 2010, la société annonce le recrutement de l'acteur Mark Pellegrino (Dexter, Supernatural, Lost : Les Disparus…) à la distribution.
Le 29 juin 2011, l'actrice Dichen Lachman obtient un rôle principal (Suren) et rejoint la distribution de la série à partir de la deuxième saison.

### Tournage
Le tournage s'effectue à Montréal, au Québec (Canada).

### Fiche technique
- Titre original et français : Being Human
- Titre québécois : Être humain
- Création : Toby Whithouse
- Réalisation : Adam Kane, Paolo Barzman, Charles Binamé, Érik Canuel, Jeremiah S. Chechik et Jerry Ciccoritti
- Scénario : Toby Whithouse, Jeremy Carver, Anna Fricke, Nancy Won, Chris Dingess
- Direction artistique :
- Décors : Zoe Sakellaropoulo
- Costumes : Janet Campbell
- Photographie : Pierre Jodoin
- Montage : Simon Webb, Maxime Chalifoux et Arthur Tarnowski
- Musique : FM Le Sieur
- Casting : Rosina Bucci
- Production : Irene Litinsky ; Cari Davine, Elissa Lewis et Evan Tussman (associé)
  - Production exécutive : Michel Prupas, Jeremy Carver, Anna Fricke et Adam Kane
- Société de production : Muse Entertainment Enterprises
- Société de distribution : Syfy et Space (télévision - États-Unis et Canada)
- Pays d'origine :  États-Unis /  Canada
- Langue originale : anglais américain et anglais canadien
- Format : couleur - 1,78:1 - son stéréo
- Genre : dramatique, fantastique
- Durée : 42 minutes

 Sauf indication contraire, les informations mentionnées dans cette section peuvent être confirmées par la base de données cinématographiques IMDb,  présente dans la section « Liens externes ».

## Épisodes

### Première saison (2011)
La première saison a été diffusée simultanément du 17 janvier 2011 au 11 avril 2011 aux États-Unis et au Canada.
1. La Nouvelle Vie (There Goes the Neighborhood - Part 1)
2. Un cadeau empoisonné (There Goes the Neighborhood - Part 2)
3. Passer de l'autre côté (Some Thing to Watch Over Me)
4. Ce serait pas merveilleux d'être humain (Wouldn't It Be Nice (If We Were Human))
5. Vers un monde nouveau (The End of the World As We Know It)
6. Rendez-vous contrarié (It Takes Two to Make a Thing Go Wrong)
7. La Vengeance de Marcus (I See Your True Colors… And That's Why I Hate You)
8. Un nouvel ami (Children Shouldn't Play with Undead Things)
9. Je veux que tu reviennes (d'entre les morts) (I Want You Back (From the Dead))
10. Loup contre loup (Wolf versus Wolf )
11. Dîner meurtrier (Going Dutch)
12. Sally se venge (You're the One That I Haunt)
13. Il est arrivé une chose bizarre au moment de te tuer (A Funny Thing Happened on the Way to Me Killing You)

### Deuxième saison (2012)
Le 17 mars 2011, la série, qui est un véritable succès sur la chaîne américaine Syfy, a été renouvelée pour une deuxième saison de treize épisodes diffusée du 16 janvier 2012 au 9 avril 2012 sur cette même chaîne ainsi que sur Space, au Canada.
1. Mère revient à Boston (Turn This Mother Out)
2. À chacun son fardeau (Do You Really Want to Hurt Me?)
3. À court de sang (All Out of Blood)
4. Le Désespoir de Sally ((I Loathe You) For Sentimental Reasons)
5. Les monstres refont surface (Addicted to Love)
6. La Vengeance de Bishop (Mama Said There'd Be Decades Like These)
7. La Nuit des chasseurs (The Ties That Blind)
8. Le Prix à payer (I've Got You Under Your Skin)
9. Sally le faucheur (When I Think About You I Shred Myself)
10. Faucheur de rêves (Dream Reaper)
11. Le Prix de la liberté (Don't Fear the Scott)
12. Les Chambres obscures (Partial Eclipse of the Heart)
13. Les Lois du sang (It's My Party and I'll Die If I Want to)

### Troisième saison (2013)
Le 8 février 2012, la série, qui a augmenté ses audiences lors de la diffusion de la deuxième saison, a été renouvelée pour une troisième saison de treize épisodes. Elle est diffusée depuis le 14 janvier 2013 aux États-Unis.
1. Nous n'allons pas mourir (It's A Shame About Ray)
2. Même les filles mortes aiment s'amuser ((Dead) Girls Just Wanna Have Fun)
3. Un nouveau loup-garou (The Teens They Are a Changing)
4. Une cage en verre (I'm So Lonesome I Could Die)
5. Fantôme contre ex-fantôme (Get Outta My Dreams, Get Into My Mouth)
6. Aidan doit mourir (What's Blood Got To Do With It?)
7. Tueur de pur-sang (One Is Silver And The Other Pagan)
8. Ton corps est un merveilleux monde en ruine (Your Body Is a Condemned Wonderland)
9. Des souris et des hommes-loups (Of Mice and Wolfmen)
10. La faim justifie les moyens (For Those About to Rot)
11. Deux enterrements de vie de garçon (If I Only Had a Raw Brain)
12. Sally va mourir (Always a Bridesmaid, Never Alive)
13. Une famille à soi (Ruh Roh)

### Quatrième saison (2014)
Le 10 avril 2013, la série a été renouvelée pour une quatrième et dernière saison de treize épisodes diffusée depuis le 13 janvier 2014 aux États-Unis et au Canada.
1. Nouvelle donne (Old Dogs, New Tricks)
2. Quand la lune décroît (That Time of the Month)
3. Trois appels (Lil' Smokie)
4. Une étrange gamine (Panic Womb)
5. Entrer dans la meute (Pack It Up, Pack It In)
6. La Trahison de Josh (Cheater of the Pack)
7. Humour noir (Gallows Humor)
8. Une nouvelle chance (Rewind, Rewind...)
9. La Mort du roi (Too Far, Fast Forward!)
10. La Vengeance de Suzanna (Oh Don't You Die For Me)
11. Ramona, la peste (Ramona the Pest)
12. Le Diable de la maison (House Hunting)
13. Le Sacrifice de Sally (There Goes the Neighborhood (Part 3))

## Les personnages

### Personnages principaux
Ian Daniel « Aidan » Waite
Aidan est un vampire âgé d'environ 260 ans, transformé pendant la guerre d'Indépendance. Il a récemment fait le choix de résister à se nourrir de sang humain. Il succombe cependant à son désir de boire du sang frais en tuant la victime dans la foulée. Il hésite souvent à laisser périr sa victime ou à la transformer en vampire ce qui lui vaut une vie maudite pour l'éternité. Il possède des pouvoirs de contrôle mental lui permettant d'effacer les souvenirs douloureux de ses victimes, mais avec ses pouvoirs limités, il a peu de contrôle sur ces pouvoirs et il peut aggraver la situation. Dans certains cas, il fait appel au réseau de « nettoyage » de Bishop, le vampire qui l'a transformé. Il travaille comme infirmier à l'hôpital Suffolk à Boston. Il est le meilleur ami de Josh et l'encourage à mener une vie normale. Il s'oppose souvent à Bishop et ses vampires qui souhaitent que les vampires soient supérieur, s'engageant dans de nombreux conflits contre eux. Il a eu un fils et une femme avant d'être transformé.
Joshua « Josh » Levison
C'est un aide-soignant de l'hôpital Suffolk de Boston socialement maladroit qui souffre d'être un loup-garou une fois par mois à chaque pleine lune. Il a décidé de quitter sa famille à cause de sa situation il y a deux ans. Josh oscille entre le désir d'une vie normale et l'envie de s'isoler autant que possible à cause de ce qu'il est. Un jour, il trouve sa sœur à l'hôpital qui était venu voir sa petite-amie. Elle tente de savoir ce qu'il lui arrive et la raison de sa disparition. Il reviendra chez sa famille mais devra les quitter à jamais pour les protéger. Josh tombe amoureux d'une infirmière, Nora et s'installe avec elle dans la maison où il vit avec Aidan et Sally, puis l'épouse à la fin de la saison 3.
Sally Malik
Sally est un fantôme qui hante la maison où elle a vécu avec son fiancé quand elle était encore en vie. Elle n'est pas disposée à passer de l'autre côté. Sally met tout en œuvre pour connaître les raisons de sa mort et ainsi débloquer la vérité sur son ex-fiancé. Elle possède le pouvoir de déplacer des objets avec son esprit, de secouer la maison où elle vit avec Aidan et Josh et peut projeter des pensées dans l'esprit des autres.
James Bishop
C'est le chef local du clan des vampires et le principal antagoniste de la première saison. Grâce à son emploi de policier de la ville de Boston, il fait en sorte de couvrir les crimes commis par les vampires. Il est d'origine anglaise et a été transformé au début du XVIe siècle. Il est également le « maître » d'Aidan (c'est lui qui l'a transformé en vampire). Il souhaite ramener Aidan dans le clan, mais celui-ci refuse plusieurs fois. Il tente de transformer les patients en phase terminale de l'hôpital et souhaite que les vampires deviennent l'espèce dominante sur Terre. À la fin de la saison, il est décapité par Aidan, mais apparaît dans les saisons suivantes dans des hallucinations ou des souvenirs d'Aidan.
Nora Sergeant
Nora est infirmière dans le même hôpital qu'Aidan et Josh. Josh refuse d'abord de l'approcher car il ne veut pas lui causer de problèmes ou la mettre en danger. Il finit par sortir avec elle sans lui révéler ce qu'il est vraiment. Nora apprendra la vérité à ses dépens en le suivant un soir de pleine lune lorsqu'il va s'isoler pour se transformer : elle le voit se transformer et est griffée par lui au bras. Elle devient ensuite un loup-garou et s'installe avec Sally, Josh et Aidan.

### Personnages récurrents
Rebecca Flynt
C'est une collègue infirmière de l'hôpital avant qu'Aidan la tue accidentellement par soif de sang. Lorsque Aidan appelle Bishop pour nettoyer la suite, ce dernier transforme Rebecca en vampire avec l'intention de l'utiliser comme un pion pour contrôler Aidan. Elle a pleinement conscience du fait qu'elle est un vampire, et elle utilise ses capacités pour se nourrir et tuer les humains. Dès que la soif de sang humain s’estompe, elle aborde Aidan pour lui ressembler et être moins dépendante du sang humain. Cependant, sa conviction n'est pas assez forte et elle revient dans le clan de Bishop. Elle occupe ainsi un rôle ambigu dans la saison 1, tantôt exaltée par sa condition de vampire, tantôt fragile et désireuse d'être réconfortée par Aidan. À la fin de la saison, elle supplie ce dernier de la tuer, ne supportant plus sa condition de vampire ; il exauce sa dernière volonté à contrecœur.
Emily Levison
C'est la jeune sœur de Josh. Ils étaient très proches avant qu'il ne se fasse mordre par un loup-garou et décide de disparaître volontairement de sa famille. Elle tombe accidentellement sur Josh lorsqu'elle rend visite à sa petite amie à l'hôpital et tente ensuite de se lier avec lui de nouveau. Toutefois, en raison de la peur de les tuer à cause du loup-garou en lui, il exige qu'elle ne le contacte plus jamais. Elle réapparaît cependant plus tard et s'installe avec Josh, Aidan et Sally, mais Marcus l'agresse : Josh est alors contraint de la ramener à leurs parents, à qui il finit par avouer son secret.
Marcus Damnian
C'est l'un des vampires du clan de Bishop. Il travaille dans une maison funéraire de Boston, couvrant les meurtres perpétrés par les autres vampires. Marcus essaie souvent et de manière flagrante d'éliminer Aidan pour prouver sa loyauté à Bishop, allant jusqu'à suivre Josh chez ses parents avec l'intention de tous les tuer (il sera toutefois déjoué par Aidan). Il assassine ensuite deux enfants pour détourner Aidan d'un ami qu'il s'était fait, Bishop considérant qu'Aidan ne doit pas se lier d'amitié avec des humains. À la fin de la saison, il est tué par Rebecca, alors qu'il est sur le point de tuer Aidan.
Suren
Suren est la fille biologique de Mère, qui l'a transformée. Elle est restée enterrée 80 ans pour avoir provoqué un massacre sanglant au XXe siècle ; elle est ensuite choisie pour diriger Boston après la mort de Bishop.
Henry Durham
Henry Durham est un vampire transformé par Aidan au cours de la Première Guerre mondiale, il réapparaît dans la deuxième saison et tente d'aider les vampires orphelins. Aidan considère Henry comme son fils.
Zoe Gonzales
Zoe est une infirmière qui peut voir les fantômes même si elle est humaine. Elle deviendra amie avec Sally et sortira avec Nick Fenn.

## Accueil

### Audiences

#### Aux États-Unis
| Saison | Saison | Nombre d'épisodes | Diffusion originale sur Syfy | Diffusion originale sur Syfy | Année | Audience moyenne (en millions) | Audience moyenne (en millions) | Audience moyenne (en millions) |
| Saison | Saison | Nombre d'épisodes | Début de saison              | Fin de saison                | Année | Première                       | Finale                         | Moyenne                        |
| ------ | ------ | ----------------- | ---------------------------- | ---------------------------- | ----- | ------------------------------ | ------------------------------ | ------------------------------ |
|        | 1      | 13                | 17 janvier 2011              | 11 avril 2011                | 2011  | 1,96                           | 1,67                           | 1,50                           |
|        | 2      | 13                | 16 janvier 2012              | 9 avril 2012                 | 2012  | 1,81                           | 1,38                           | 1,40                           |
|        | 3      | 13                | 14 janvier 2013              | 8 avril 2013                 | 2013  | 1,22                           | 1,07                           | 1,10                           |
|        | 4      | 13                | 13 janvier 2014              | 7 avril 2014                 | 2014  | 1,26                           | 1,41                           | 1,10                           |

### Sources
- (en) Cet article est partiellement ou en totalité issu de l’article de Wikipédia en anglais intitulé « Being Human (North American TV series) » (voir la liste des auteurs).